# Gornji Crnogovci
Gornji Crnogovci falu Horvátországban, Bród-Szávamente megyében. Közigazgatásilag Staro Petrovo Selohoz tartozik.

## Fekvése
Bródtól légvonalban 41, közúton 47 km-re északnyugatra, Pozsegától   légvonalban 19, közúton 34 km-re délnyugatra, községközpontjától légvonalban 2, közúton 4 km-re délnyugatra, Nyugat-Szlavóniában, az A3-as autópályától délre, az autópálya és a Száva közötti síkságon fekszik.

## Története
A település a 18. század közepén keletkezett, de az 1760-as összeírásban a Bodovaljac, Crnogovac és Godinjak közötti település még Vošinci néven szerepel. 1760-ban 7 házában 11 család élt 57 fővel. 1780-ban a korabeli leírás szerint 6 ház állt a településen. A falutól nyugatra fekvő egyik dűlő neve Kućišta, mely arra utal, hogy az itteni szántóföldön egykor házak álltak, ezek lakói azonban idővel a főút mellé költöztek át. 1766-ban a staro petrovo seloi plébánia része lett. Crnogovac hivatalosan egészen 1880-ig egységes település volt, a két településrészt csak ezután tartották külön számon Donji és Gornji Crnogovci néven.
Az első katonai felmérés térképén „Cernogovcze” néven található. A gradiskai ezredhez tartozott. Lipszky János 1808-ban Budán kiadott repertóriumában „Czernogovcze” néven szerepel. Nagy Lajos 1829-ben kiadott művében „Chernogovcze” néven 40 házzal, 226 katolikus vallású lakossal találjuk. A katonai közigazgatás megszüntetése után 1871-ben Pozsega vármegyéhez csatolták. 
1890-ben 122, 1910-ben 160 lakosa volt. Az 1910-es népszámlálás szerint lakosságának 95%-a horvát, 3%-a cseh anyanyelvű volt. Pozsega vármegye Újgradiskai járásának része volt. Az első világháború után 1918-ban az új szerb-horvát-szlovén állam, majd később (1929-ben) Jugoszlávia része lett. A település 1991-től a független Horvátországhoz tartozik. 1991-ben lakosságának 98%-a horvát nemzetiségű volt. 2011-ben 98 lakosa volt, akik mezőgazdasággal, szőlőtermesztéssel, állattartással foglalkoztak.

## Lakossága
| Lakosság változása | Lakosság változása | Lakosság változása | Lakosság változása | Lakosság változása | Lakosság változása | Lakosság változása | Lakosság változása | Lakosság változása | Lakosság változása | Lakosság változása | Lakosság változása | Lakosság változása | Lakosság változása | Lakosság változása | Lakosság változása |
| ------------------ | ------------------ | ------------------ | ------------------ | ------------------ | ------------------ | ------------------ | ------------------ | ------------------ | ------------------ | ------------------ | ------------------ | ------------------ | ------------------ | ------------------ | ------------------ |
| 1857               | 1869               | 1880               | 1890               | 1900               | 1910               | 1921               | 1931               | 1948               | 1953               | 1961               | 1971               | 1981               | 1991               | 2001               | 2011               |
| 0                  | 0                  | 0                  | 122                | 138                | 160                | 165                | 180                | 162                | 168                | 181                | 184                | 144                | 146                | 138                | 98                 |

(1880-ig lakosságát Crnogovci néven Donji Crnogovcihoz számították.)

## Nevezetességei
A Lourdes-i Szűzanya tiszteletére szentelt római katolikus kápolnája 1911-ben épült. Eredeti titulusa Mária bemutatása volt, majd ezt Szeplőtelen fogantatásra változtatták, legújabban pedig már a Lourdes-i Szűzanya tiszteletére van felszentelve. Oltárán a lourdes-i barlang látható a Szűzanya és Bernadett szobrával. Misét havonta egyszer és Gyertyaszentelő ünnepén (február 2.) mondanak benne.